# Усохо-Будский сельсовет
Усохо-Будский сельсовет (белор. Усохабудскі сельсавет) — административная единица на территории Добрушского района Гомельской области Республики Беларусь. Административный центр — деревня Усохская Буда.

## История
16 декабря 2009 года в состав сельсовета включены населённые пункты Дубровка, Дмитриевка, Красная Буда и Лукьяновка, входившие в состав упразднённого Дубровского сельсовета.

## Состав
Усохо-Будский сельсовет включает 8 населённых пунктов:
- Андреевка — посёлок
- Дмитриевка — деревня
- Дубровка — деревня
- Красная Буда — агрогородок
- Лукьяновка — деревня
- Николаевка — деревня
- Ольховое — посёлок
- Усохская Буда — деревня